# Montgomery Clift
Edward Montgomery Clift (Omaha, 17. listopada 1920. – New York, 23. srpnja 1966.), američki glumac.
U kazalištu nastupa već s trinaest godina, a kasnije s uspjehom glumi u Williamsovim i Wilderovim dramama. Nakon Drugog svjetskog rata posvećuje se filmu. Popularnost stječe osobito ulogama koristoljubivog udvarača Olivie de Havilland u "Nasljednici", zatim likom siromašnog mladića kojega uspon na društvenoj ljestvici navodi na zločin u "Mjestu pod suncem", te ulogom vojnika - žrtve krutoga vojničkog sistema u filmu "Odavde do vječnosti".
Nakon automobilske nesreće za snimanja filma "Drvo života" 1957. godine, podvrgao se plastičnoj operaciji lica koja je izmijenila njegov izgled, smanjila izražajnost, povećala osobnu nesređenost, pa otada ne postiže većih glumačkih uspjeha. 
Izrazito senzibilan i inteligentan, te iznimno kritičan u odabiru uloga i redatelja. Nastupio je svega u 17 filmova. Clift je s istančanošću izrazio tjeskobe naraštaja s početka pedesetih godina i svojim ulogama upozorio na naličje američkog načina života. Zbog zatvorenosti likova koje je tumačio i suzdržanih interpretacija nije stvorio mit poput Marlona Branda ili Jamesa Deana.

## Smrt
Njegova prerana smrt je bila posljedica infarkta u 46. godini života, što je značilo kraj jedne bogate karijere koja je mogla biti još uspješnija. Smatran je genijem kao glumac ali auto-destruktivan kao osoba. Zadnje godine u životu Montgomerya Clifta se često nazivaju i "najduže samoubojstvo Hollywooda".

## Vanjske poveznice
- Montgomery Clift u internetskoj bazi filmova IMDb-u (engl.)